# Hermann Höfle (SS-Obergruppenführer)
Hermann Höfle, född 12 september 1898 i Augsburg, död 3 december 1947 i Bratislava, var en tysk SS-Obergruppenführer. Höfle var från 1943 till 1944 Högre SS- och polischef "Mitte" med tjänstesäte i Braunschweig och från 1944 till 1945 Högre SS- och polischef i Slovakien med tjänstesäte i Bratislava.

## Biografi
Höfle deltog i Adolf Hitlers ölkällarkupp i november 1923.
Höfle var bland annat ansvarig för kväsandet av slovakiska upproret 1944. Efter andra världskriget ställdes han tillsammans med SA-Obergruppenführer Hanns Ludin inför rätta i Bratislava och dömdes till döden. Omständigheterna kring Höfles död är emellertid oklara; antingen dog han i fängelset den 3 december 1947 eller så verkställdes dödsdomen genom hängning den 9 december. Slovakien använde sig av hängning från låg höjd, vilket innebär att den dödsdömde snarare stryps till döds.

### Webbkällor
- ”Höfle, Hermann (Waffen SS)”. Traces of War. https://www.tracesofwar.com/persons/108140/H%C3%B6fle-Hermann-Waffen-SS.htm. Läst 20 januari 2025.